# 易卜拉欣·比恰克丘

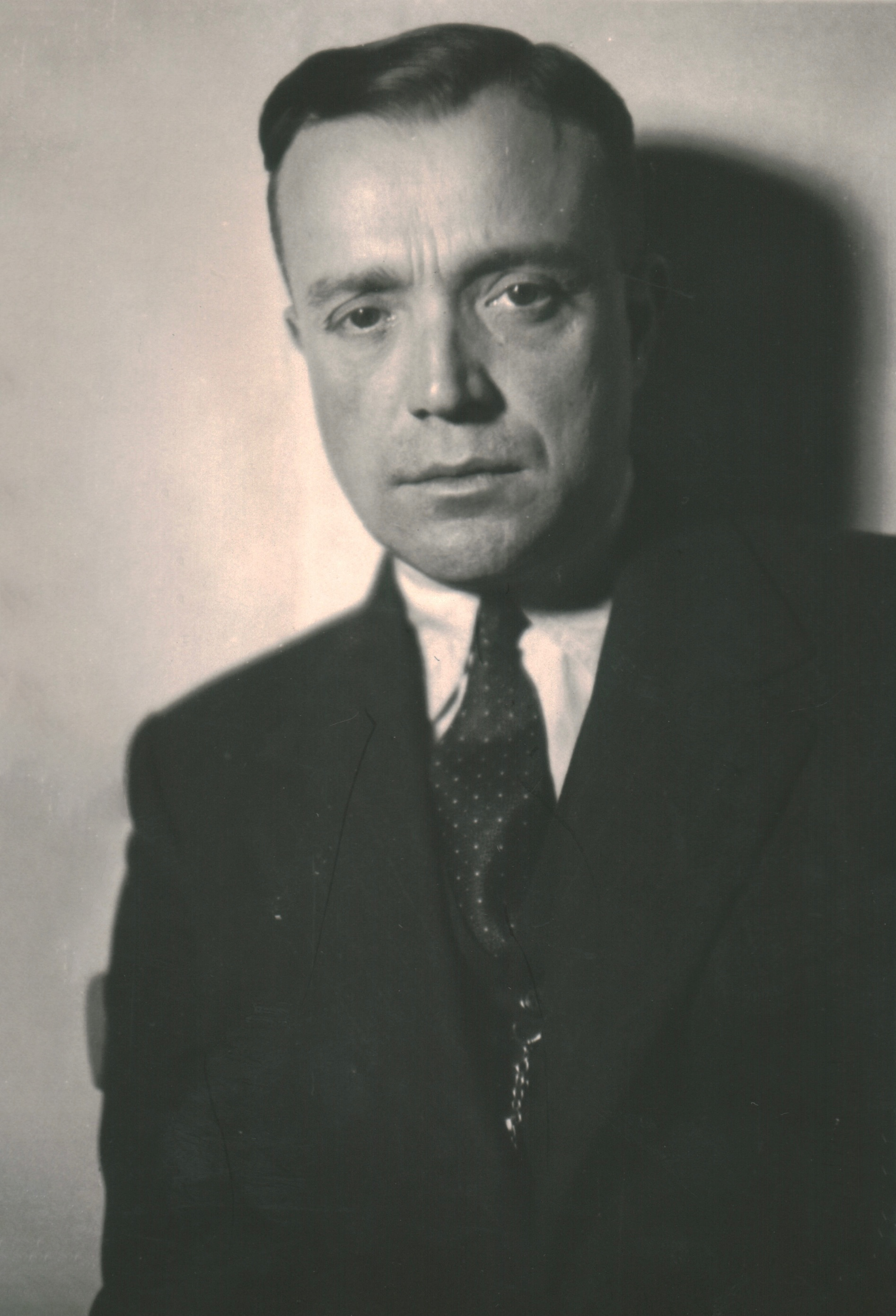
易卜拉欣·比恰克丘

易卜拉欣·阿基夫·比恰克丘（1905年9月10日—1977年1月4日），又称易卜拉欣·比恰库，是阿尔巴尼亚的一个地主和轴心国合作者。他出生于奥斯曼帝国莫纳斯提尔州爱尔巴桑。他是阿尔巴尼亚法西斯主义组织国民阵线的领导人之一。1943年9月14日—10月24日，任阿尔巴尼亚临时执行委员会主席；1944年9月6日—10月26日，任阿尔巴尼亚总理；期间，阿尔巴尼亚处于纳粹德国占领下。
尽管许多国民阵线成员在1944年阿尔巴尼亚共产党夺取政权后逃离阿尔巴尼亚，但比恰克丘选择留在阿尔巴尼亚。1944年12月6日，他在斯库台被阿尔巴尼亚共产党领导的民族解放军逮捕。1945年4月13日，地拉那特别法庭判处他终身监禁。他在布雷尔的监狱度过大部分监禁生涯，并于1962年5月5日在爱尔巴桑获释。晚年，他被安排在爱尔巴桑担任公共厕所清潔工人。1977年，他在爱尔巴桑去世。